# Natação no Campeonato Mundial de Esportes Aquáticos de 2013 - 200 m medley masculino
A prova dos 200 metros medley masculino da natação no Campeonato Mundial de Esportes Aquáticos de 2013 ocorreu entre os dias 31 de julho e 1 de agosto no Palau Sant Jordi  em Barcelona.

## Recordes
Antes desta competição, os recordes mundiais e do campeonato nesta prova eram os seguintes:
| Tipo                  | Atleta      | Tempo   | Local  | Data                |
| --------------------- | ----------- | ------- | ------ | ------------------- |
|                       | Ryan Lochte | 1:54.00 | Xangai | 28 de julho de 2011 |
| Recorde do campeonato | Ryan Lochte | 1:54.00 | Xangai | 28 de julho de 2011 |

## Medalhistas
| Ouro              | Prata               | Bronze               |
| Ryan Lochte (USA) | Kosuke Hagino (JPN) | Thiago Pereira (BRA) |

## Resultados

### Eliminatórias
Esses foram os resultados das eliminatórias.
| Pos. | Bateria | Raia | Nadador             | Nacionalidade  | Tempo   | Notas |
| ---- | ------- | ---- | ------------------- | -------------- | ------- | ----- |
| 1    | 3       | 4    | László Cseh         | Hungria        | 1:57.70 | Q     |
| 2    | 4       | 4    | Kosuke Hagino       | Japão          | 1:57.73 | Q     |
| 3    | 4       | 2    | Wang Shun           | China          | 1:57.83 | Q     |
| 4    | 4       | 7    | Simon Sjödin        | Suécia         | 1:58.02 | Q,    |
| 5    | 5       | 4    | Ryan Lochte         | Estados Unidos | 1:58.46 | Q     |
| 6    | 5       | 5    | Thiago Pereira      | Brasil         | 1:58.54 | Q     |
| 7    | 4       | 5    | Henrique Rodrigues  | Brasil         | 1:58.73 | Q     |
| 8    | 3       | 5    | Daniel Tranter      | Austrália      | 1:58.76 | Q     |
| 8    | 4       | 6    | Markus Deibler      | Alemanha       | 1:58.76 | Q     |
| 10   | 5       | 3    | Conor Dwyer         | Estados Unidos | 1:58.78 | Q     |
| 11   | 3       | 2    | Kenneth To          | Austrália      | 1:59.21 | Q     |
| 12   | 5       | 6    | Daiya Seto          | Japão          | 1:59.25 | Q     |
| 13   | 4       | 8    | Diogo Carvalho      | Portugal       | 1:59.39 | Q,    |
| 14   | 3       | 3    | Roberto Pavoni      | Reino Unido    | 1:59.41 | Q     |
| 15   | 5       | 1    | Mao Feilian         | China          | 1:59.68 | Q     |
| 16   | 3       | 8    | Joseph Schooling    | Singapura      | 1:59.99 | Q     |
| 17   | 4       | 3    | Jérémy Stravius     | França         | 2:00.00 |       |
| 18   | 3       | 7    | Gal Nevo            | Israel         | 2:00.01 |       |
| 19   | 5       | 7    | Federico Turrini    | Itália         | 2:00.02 |       |
| 20   | 4       | 1    | Yakov-Yan Toumarkin | Israel         | 2:00.13 |       |

| Ver o restante da classificação | Ver o restante da classificação | Ver o restante da classificação | Ver o restante da classificação | Ver o restante da classificação | Ver o restante da classificação | Ver o restante da classificação |
| Pos.                            | Bateria                         | Raia                            | Nadador                         | Nacionalidade                   | Tempo                           | Notas                           |
| ------------------------------- | ------------------------------- | ------------------------------- | ------------------------------- | ------------------------------- | ------------------------------- | ------------------------------- |
| 21                              | 5                               | 0                               | Albert Puig                     | Espanha                         | 2:00.49                         |                                 |
| 22                              | 5                               | 2                               | Ieuan Lloyd                     | Reino Unido                     | 2:00.65                         |                                 |
| 23                              | 3                               | 1                               | Andrew Ford                     | Canadá                          | 2:01.69                         |                                 |
| 24                              | 5                               | 8                               | Raphaël Stacchiotti             | Luxemburgo                      | 2:01.71                         |                                 |
| 25                              | 2                               | 3                               | Jakub Maly                      | Áustria                         | 2:01.92                         |                                 |
| 26                              | 5                               | 9                               | Michael Meyer                   | África do Sul                   | 2:01.96                         |                                 |
| 27                              | 4                               | 0                               | Taki Mrabet                     | Tunísia                         | 2:02.22                         |                                 |
| 28                              | 3                               | 6                               | Philip Heintz                   | Alemanha                        | 2:02.23                         |                                 |
| 29                              | 2                               | 0                               | Mohamed Khaled                  | Egito                           | 2:02.29                         | Recorde nacional                |
| 30                              | 3                               | 9                               | Jan Świtkowski                  | Polónia                         | 2:02.40                         |                                 |
| 31                              | 2                               | 8                               | Yury Suvorau                    | Bielorrússia                    | 2:02.60                         | Recorde nacional                |
| 32                              | 2                               | 4                               | Aleksey Derlyugov               | Uzbequistão                     | 2:02.79                         |                                 |
| 33                              | 4                               | 9                               | Ward Bauwens                    | Bélgica                         | 2:03.24                         |                                 |
| 34                              | 2                               | 2                               | Maksym Shemberev                | Ucrânia                         | 2:03.49                         |                                 |
| 35                              | 1                               | 6                               | Irakli Bolkvadze                | Geórgia                         | 2:03.55                         |                                 |
| 36                              | 2                               | 5                               | Im Tae-Jeong                    | Coreia do Sul                   | 2:03.61                         |                                 |
| 37                              | 2                               | 7                               | Bogdan Knezevic                 | Sérvia                          | 2:03.72                         |                                 |
| 37                              | 2                               | 9                               | Ensar Hajder                    | Bósnia e Herzegovina            | 2:03.72                         | Recorde nacional                |
| 39                              | 1                               | 4                               | Pavel Janecek                   | Chéquia                         | 2:03.83                         |                                 |
| 40                              | 3                               | 0                               | Mitchell Donaldson              | Nova Zelândia                   | 2:03.89                         |                                 |
| 41                              | 2                               | 1                               | Fran Krznarić                   | Croácia                         | 2:04.51                         |                                 |
| 42                              | 1                               | 3                               | Pedro Pinotes                   | Angola                          | 2:04.85                         |                                 |
| 43                              | 1                               | 2                               | Christoph Meier                 | Liechtenstein                   | 2:05.08                         | Recorde nacional                |
| 44                              | 2                               | 6                               | Miguel Robles                   | México                          | 2:05.43                         |                                 |
| 45                              | 1                               | 5                               | Vasilii Danilov                 | Quirguistão                     | 2:07.66                         |                                 |
| 46                              | 1                               | 1                               | Marko Blaževski                 | Macedônia do Norte              | 2:07.78                         |                                 |
| 47                              | 1                               | 8                               | Bartal Hestoy                   | Ilhas Feroé                     | 2:09.46                         | Recorde nacional                |
| 48                              | 1                               | 0                               | Eli Ebenezer Wong               | Marianas Setentrionais          | 2:09.59                         |                                 |
| 49                              | 1                               | 7                               | Jean Luis Gomez                 | República Dominicana            | 2:10.78                         |                                 |
| 50                              | 1                               | 9                               | Douglas Miller                  | Fiji                            | 2:14.27                         |                                 |

### Semifinal
Esses foram os resultados das semifinais.
Semifinal 1
| Pos. | Raia | Nadador          | Nacionalidade  | Tempo   | Notas |
| ---- | ---- | ---------------- | -------------- | ------- | ----- |
| 1    | 4    | Kosuke Hagino    | Japão          | 1:57.38 | Q     |
| 2    | 3    | Thiago Pereira   | Brasil         | 1:57.52 | Q     |
| 3    | 7    | Daiya Seto       | Japão          | 1:58.03 | Q     |
| 4    | 6    | Daniel Tranter   | Austrália      | 1:58.10 | Q     |
| 5    | 5    | Simon Sjödin     | Suécia         | 1:58.17 | Q     |
| 6    | 2    | Conor Dwyer      | Estados Unidos | 1:58.56 |       |
| 7    | 1    | Roberto Pavoni   | Reino Unido    | 1:59.44 |       |
| 8    | 8    | Joseph Schooling | Singapura      | 2:00.49 |       |

Semifinal 2
| Pos. | Raia | Nadador            | Nacionalidade  | Tempo   | Notas |
| ---- | ---- | ------------------ | -------------- | ------- | ----- |
| 1    | 3    | Ryan Lochte        | Estados Unidos | 1:57.07 | Q     |
| 2    | 4    | László Cseh        | Hungria        | 1:57.41 | Q     |
| 3    | 5    | Wang Shun          | China          | 1:57.80 | Q     |
| 4    | 2    | Markus Deibler     | Alemanha       | 1:58.53 |       |
| 5    | 6    | Henrique Rodrigues | Brasil         | 1:59.47 |       |
| 6    | 7    | Kenneth To         | Austrália      | 1:59.54 |       |
| 7    | 8    | Mao Feilian        | China          | 1:59.65 |       |
| 8    | 1    | Diogo Carvalho     | Portugal       | 2:00.09 |       |

### Final
Esse foi o resultado da final.
| Pos.              | Raia | Nadador        | Nacionalidade  | Tempo   | Notas            |
| ----------------- | ---- | -------------- | -------------- | ------- | ---------------- |
| Medalha de ouro   | 4    | Ryan Lochte    | Estados Unidos | 1:54.98 |                  |
| Medalha de prata  | 5    | Kosuke Hagino  | Japão          | 1:56.29 |                  |
| Medalha de bronze | 6    | Thiago Pereira | Brasil         | 1:56.30 |                  |
| 4                 | 2    | Wang Shun      | China          | 1:56.86 | Recorde nacional |
| 5                 | 3    | László Cseh    | Hungria        | 1:57.70 |                  |
| 6                 | 1    | Daniel Tranter | Austrália      | 1:57.88 |                  |
| 7                 | 7    | Daiya Seto     | Japão          | 1:58.45 |                  |
| 8                 | 8    | Simon Sjödin   | Suécia         | 1:59.79 |                  |

Legenda
| Recorde mundial       | Recorde mundial (World record)               |                       | Recorde africano                      | Recorde africano (African) |                                           | Q | Classificado por posição (Qualified) |
| Recorde do campeonato | Recorde do campeonato (Championship record)  | Recorde da América    | Recorde da América (Americas)         | q                          | Classificado por melhor tempo (Qualified) |   |                                      |
| Melhor marca do ano   | Melhor marca do ano (World leading)          | Recorde asiático      | Recorde asiático (Asian)              | DNS                        | Não largou (Did not start)                |   |                                      |
| Recorde nacional      | Recorde nacional (National record)           | Recorde europeu       | Recorde europeu (European)            | DNF                        | Não terminou (Did not finish)             |   |                                      |
| Recorde pessoal       | Recorde pessoal do atleta (Personal best)    | Recorde da Oceania    | Recorde da Oceania (Oceania)          | DSQ / DQ                   | Desclassificado (Disqualified)            |   |                                      |
| Recorde da temporada  | Recorde da temporada do atleta (Season best) | Recorde sul-americano | Recorde sul-americano (South America) | NM                         | Sem marca (No mark)                       |   |                                      |